# Ronnie Ray Smith
Ronnie Ray Smith (Los Ángeles, Estados Unidos, 28 de marzo de 1949-31 de marzo de 2013) fue un atleta estadounidense, especializado en la prueba de 4 x 100 m en la que llegó a ser campeón olímpico en 1968.

## Carrera deportiva
En los JJ. OO. de México 1968 ganó la medalla de oro en los relevos 4 x 100 metros, con un tiempo de 38.24 segundos que fue récord del mundo, llegando a meta por delante de Cuba y Francia, siendo sus compañeros de equipo: Mel Pender, Charles Greene y Jim Hines.